# Yangiqoʻrgʻon (Namangan)
Yangiqoʻrgʻon ist eine Siedlung städtischen Typs in der usbekischen Viloyat Namangan im Ferghanatal und Hauptort des gleichnamigen Bezirks.
Der Ort liegt etwa 20 km nördlich der Viloyathauptstadt Namangan. Südlich der Stadt liegt der Eskiyerskoye-Stausee.
Im Jahr 1976 erhielt Yangiqoʻrgʻon den Status einer Siedlung städtischen Typs. Gemäß der Bevölkerungszählung 1989 hatte der Ort 11.561 Einwohner, einer Berechnung für 2005 zufolge betrug die Einwohnerzahl 16.100.